# Могильовське відділення Білоруської залізниці
Могильовське відділення Білоруської залізниці здійснює транспортне обслуговування східній частині Республіки Білорусь, має 1181 км головних колій, 781 км — під'їзних і станційних колій, здійснює залізничні перевезення в 24 районах 4 областей Республіки Білорусь: Могильовської, Мінської, Гомельської, Вітебської.
Межує з Мінським відділенням Білоруської залізниці (станції Прокшіно, Руміно, Верейці), з Гомельським відділенням Білоруської залізниці (станції Телуша, Старосельський), з Барановицьким відділенням Білоруської залізниці (станція Слуцьк), зі Смоленським відділенням Московської залізниці (станція Шестерівка), з Брянським відділенням Московської залізниці (станція Белинковічі).
Основними залізничними вузлами на відділенні є: Могильовський, Осиповичський, Кричевський, Бобруйський і Слуцько-Калійний.
До складу відділення входить 70 станцій, з яких 41 станція відкрита для виконання вантажних операцій.
| Основні станції Могильовського відділення | Основні станції Могильовського відділення | Основні станції Могильовського відділення | Основні станції Могильовського відділення                                                                |
| Станція                                   | Фото                                      | Рік заснування                            | Напрямок                                                                                                 |
| ----------------------------------------- | ----------------------------------------- | ----------------------------------------- | --- |
| Могильов I                                |                                           | 1902                                      | Орша-Центральна, Жлобин, Осиповичі I, Кричев I                                                           |
| Могильов II                               |                                           | 1931                                      | Могильов I, Жлобин, Орша-Центральна, Осиповичі I                                                         |
| Бобруйськ                                 |                                           | 1873                                      | Мінськ, Могильов I, Осиповичі I, Жлобин, Рабкор                                                          |
| Осиповичі I                               |                                           | 1873                                      | Мінськ-Пасажирський, Гомель-Пасажирський, Могильов I, Барановичі-Поліські, Барановичі-Центральні, Слуцьк |
| Слуцьк                                    |                                           |                                           | Барановичі-Поліські, Осиповичі I, Солігорськ                                                             |
| Кричев I                                  |                                           | 1921                                      | Могильов I, Орша-Центральна, Рославль I, Шестерівка, Унеча                                               |